# Историческо развитие на хърватския език
Историческото развитие на хърватския език протича през три големи периода.

## Общ преглед
1. Първи период: до края на 12 век. Това е времето, когато хърватският език се обособява като отделен южнославянски език от южния праславянски макродиалект. В основата на хърватския език лежат три диалекта: кайкавски, чакавски и западнощокавски диалект, различията между които първоначално са незначителни. Този период обхваща два подпериода:
  1. доисторически: до края на 10 или началото на 11 век, от който няма останали писмени паметници, поради което състоянието му може само да се реконструира въз основа на по-късни езикови явления или начина на заемане на чужди думи, както и от откъслечни записи на славянски имена в чужди писмени паметници.
  2. на първите писмени паметници (старохърватски): 11 – 12 век, от който има конкретни сведения за състоянието на езика (глаголически паметници, напр. Башчанска плоча, Виенски глаголически листи и др.).
2. Втори период: (среднохърватски): 13 — 14 век. Това е времето, през което се развиват съществуващите основни диалекти. Тенденцията на развитие през този период е към намаляване на фонемния състав и опростяване на граматичните категории, предимно намаляване на броя на падежните окончания.
3. Трети период (новохърватски или съвременен хърватски): от края на 14 век до днес. Той се отличава с бавен езиков развой и големи миграционни процеси, които нарушават разпределението в дотогавашните хърватски диалекти, като настъпва значително смесване на диалектите. През този период се оформят чертите на новощокавския диалект, появата на които са в резултат на езиковия развой именно през този период. Положението на щокавския диалект се утвърждава като основа на съвременния хърватски книжовен език.

## Фонетичен развой
1. Развой на вокалната система
2. Развой на консонантната система

## Морфологичен развой
1. Развой на деклинацията
2. Развой на глаголната система